# Hszia-házbeli Csie
Hszia (Xia)-házbeli Csie (Jie) a félig legendás Hszia (Xia)-dinasztia 17. és egyben utolsó uralkodója, aki apja, Fa halálát követően lépett trónra. A történetírói hagyomány szerint uralkodóhoz méltatlan, erkölcstelen, kicsapongó életmódja miatt és zsarnoki uralma miatt meggyengült a dinasztia. A sang (shang) törzsbeli Tang 湯, kihasználva az uralkodóház gyengeségét fellázadt és a mingtiaói csatában vereséget mért a hszia (xia) seregekre, amely egyben a mintegy félévezreden át fennálló dinasztia bukását is eredményezte. Helyébe a Tang által alapított Sang (Shang)-dinasztia lépett.

## Származása, élete
A Hszia (Xia)-dinasztia 16. uralkodójának, Fának a halála után, fia Csie (Jie) követtő őt a trónon Hszia Csie (Xia Jie) (夏桀), vagyis a Hszia (Xia)-házbeli Csie (Jie) néven. Az adott neve Lü Kuj (Lü Gui) (履癸) volt. A Bambusz-évkönyvek tanúsága szerint zsen-csen (renchen) (壬辰) esztendőben lépett trónra, és uralkodása elején Csenhszün (Zhenxun) (斟鄩) volt a főváros. Uralkodása 3. évében készült el saját palotája építtetésével, és leromboltatta a Zsung (Rong)-tornyot (容臺). Ugyanebben az évben seregeivel benyomult Csi (Qi)be (岐) és leverte a csüan-ji (quanyi) (畎夷) nevű barbár törzs lázadását.

## Uralkodása
Csie (Jie) szolgákkal, rabszolgákkal körülvéve fényűző életet élt, miközben népével rendkívül kegyetlenül, zsarnokmódján bánt. Csak az élet örömeinek, az állandó szórakozásnak szentelte magát, és nem tűrte, ha emiatt bárki is bírálni, kritizálni merte. Uralkodása 6. esztendejében pazar lakomát rendezett vazallusainak és a szomszédos országok vezetőinek. Uralkodása 11. évében az udvarába hívatta egy vazallusát, a jumin (youmin) (有緡) fejedelmet, aki nem fogadta el a meghívást, ezért Csie (Jie) megtámadta és elfoglalta a területeit. Uralkodása 13. évében elköltöztette a fővárost Honan (Henan)ba, és ekkor kezdte el használni a nien (nian) (輦) nevű hordszéket is. Uralkodása 14. évében seregeket vezetett és megtámadta Minsan (Minshan)t (岷山). Ekkor figyelt fel Minsan (Minshan) királyának két, páratlan szépségű lányára, Van (Wan)ra és Jen (Yan)re, akiket feleségül vett, a nevüket pedig Csaó (Zhao)ra és Huara változtatta. Első feleségét, Mo-hszi (Moxi)t (妹喜) eltaszította magától, számára egy külön tornyot építtetett a palotájában.

## A dinasztia bukása
A Hszia (Xia)-dinasztia fennhatósága alá számos kisebb fejedelemsége és királyság tartozott, melyek egyike Sang (Shang) 商 volt. Csie (Jie) uralkodásának idejére Sang (Shang) olyannyira megerősödött és akkora tekintélyre tett szert a többi vazallus állam között, hogy uralkodója, Tang nem kevesebb mint negyven kisebb államot nyert meg szövetségeseként a Hszia (Xia)-ház elleni felkelés ügyére.
Csie (Jie) uralkodásának 15. évében Tang áttelepítette Sang (Shang) állam fővárosát Lüből (履) Pó (Bo)ba (亳). Két évvel később egy Sang (Shang)-béli miniszter, bizonyos Ji Jin (Yi Yin) (伊尹) követségbe ment Csie (Jie)hez, és három évig a Hszia (Xia) udvarban maradt, mielőtt visszatért volna Sang (Shang)ba.
Mindeközben Sang (Shang) tovább erősödött, Csie (Jie) uralkodásának 26. évében már legyőzte és megsemmisített egy másik vazallus államot Ven (Wen)t (溫). Két évvel később Kunvu (Kunwu) (昆吾) támadta meg Sang (Shang)ot, de kétéves háborút követően Sang (Shang) megsemmisítő vereséget mért rá.
A történeti feljegyzések szerint a Hszia (Xia)-ház bukását nem csak a Sang (Shang) állam katonai sikerei, megerősödése jelezte előre, hanem a Csie (Jie) uralkodásának idején tapasztalt természeti katasztrófák és anomáliák is. Uralkodása 10. évében például őt csillag jelent meg az égen, éjszaka meteor eső hullott, amelyet földrengés követett. Uralkodása 30. esztendejében összeomlott a Csü (Qu)-hegy (Csü-san (Qushan) 瞿山), és ugyanennek az évnek a telén Linszuj (Linsui) (聆隧) vidékét is valamilyen, pontosan meg nem nevezett katasztrófa sújtotta.
Csie (Jie) uralkodásának 31. esztendejében került sor Mingtiaó (Mingtiao)nál arra a csatára, amelyben a Tang vezette Sang (Shang) seregek megsemmisítő vereséget mértek a Hszia (Xia) hadseregre. A hatalmas felhőszakadásban elszenvedett verseéget követően Csie (Jie) elmenekült Szancung (Sanzong)ba (三朡). A menekülő Hszia (Xia) sereget a sangok (shang) Cseng (Cheng)ig (郕) üldöték, ahol végső vereséget mértek rájuk, majd pedig Csiaomen (Jiaomen)nél (焦門) magát Csie (Jie)t is elfogták, majd Nancsao (Nanchao)ba száműzték (南巢), ahol feltehetően betegségben hunyt el.